# Aldeia guarani Pindoty
Tekoá Pindó'ty, conhecida pelos não indígenas como Aldeia Guarani Pindoty, é uma comunidade indígena guarani localizada no município brasileiro de Paranaguá, no estado do Paraná.